# Književnost u 1905.
◄◄ | ◄ | 1902. | 1903. | 1904. | 1905.  | 1906. | 1907. | 1908. | ► | ►►
Arhitektura • Astronomija • Biologija • Film • Fotografija • Glazba • Kazalište • Kemija • Kiparstvo • Knjige • Književnost • Kršćanstvo • Meteorologija • Medicina • Planinarstvo • Politika • Pravo • Promet • Slikarstvo • Strip • Šport • Televizija • Znanost • Zrakoplovstvo • Željeznički promet
Književnost u 1905.

## Svijet

### Nagrade i priznanja
- Nobelova nagrada za književnost:

### Rođenja
- 21. lipnja – Jean-Paul Sartre, francuski filozof, romanopisac, esejist, dramaturg, scenarist i kritičar († 1980.)

### Smrti
- 24. ožujka – Jules Verne, francuski romanopisac, pjesnik i dramatičar (* 1828.)

## Hrvatska i u Hrvata

### Rođenja
- 17. rujna – Vladan Desnica, hrvatski i srpski književnik († 1967.)
- 4. studenog – Dragutin Tadijanović, hrvatski pjesnik († 2007.)

### Smrti
- 20. rujna – Vjenceslav Novak,  hrvatski romanopisac, novelist, publicist, glazbeni kritičar i pedagog (* 1859.)

## Vanjske poveznice
|  | Zajednički poslužitelj ima još gradiva o temi Književnost u 1905. |